# Sông Voronezh
Sông Voronezh (tiếng Nga: Воронеж, phát âm là [vɐronʲiʂ]) là một con sông ở các tỉnh Tambov, Lipetsk, và Voronezh ở Nga, một nhánh tả ngạn của sông Don. Sông Voronezh dài 342 km (213 dặm), với một lưu vực thoát nước rộng 21.600 km² (8.300 sq mi). Nó bị đóng băng trong nửa đầu của tháng 12 và bị đóng băng cho đến cuối tháng 3. Tàu bè có thể đi lại ở hạ lưu sông này. Các thành phố Lipetsk và Voronezh ở trên bờ sông Voronezh.
Đi ngược dòng, nó rời khỏi sông Don phía nam của Voronezh và đi song song về phía bắc và phía đông của sông Don trong khoảng 150 km (93 dặm). Về phía của Michurinsk nó chuyển hướng đông và chia tách thành các sông Lesnoy và Polny Voronezh.  Chúng chảy về phía bắc khoảng 75 km (47 dặm) ở biên giới của Ryazan Oblast. Về phía bắc là sông nhánh của sông Oka.